# Pascual Ortiz Rubio
Pascual Ortiz Rubio, född 10 mars 1877 i Morelia i Michoacán, död 4 november 1963 i Mexico City, var en mexikansk politiker (Institutionella revolutionspartiet). Han var Mexikos 59:e president 1930–1932.